# Staré Sedlo, Sokolov
Staré Sedlo là một làng thuộc huyện Sokolov, vùng Karlovarský, Cộng hòa Séc.